# Santuario di Nostra Signora di Loreto (Castiglione Chiavarese)
Il santuario di Nostra Signora di Loreto è un luogo di culto cattolico situato a monte della frazione di Masso, sulla sommità dell'omonimo colle, nel comune di Castiglione Chiavarese nella città metropolitana di Genova. 
Situato in un incantevole punto panoramico sulla val Petronio e sul Golfo del Tigullio, è raggiungibile attraverso una strada asfaltata che risale con due tornanti dall'abitato di Masso.

## Storia

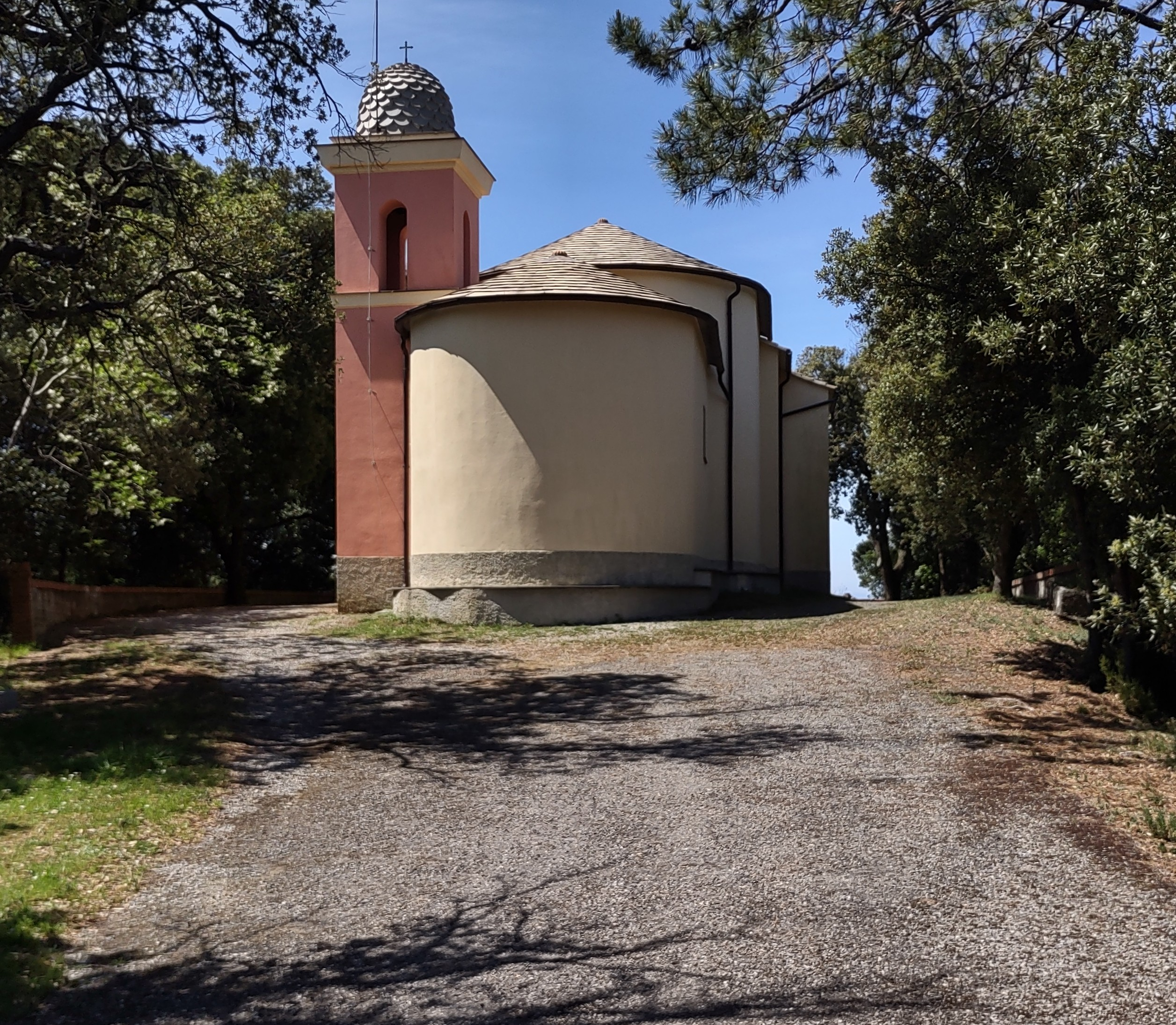
Visuale posteriore della struttura

### La tradizione orale
Si fa risalire al XIV secolo l'innalzamento di un primo edificio dedicato al culto: una tradizione popolare tuttora tramandata, e riportata anche dai fratelli Remondini nel loro compendio di notizie riguardanti il santuario, narra che la prima edificazione fu tentata sul colle che sorge in direzione opposta rispetto all'abitato di Masso, verso il passo del Bracco.
Tuttavia non fu possibile portare a termine l'intento, poiché quanto gli operai riuscivano a costruire in una giornata di lavoro, si trovava puntualmente distrutto da mani ignote durante la notte. Al protrarsi di tale situazione, gli abitanti di Masso conclusero che non era volere di Nostra Signora che la cappella fosse edificata in quel luogo. Individuarono, quindi, l'attuale sede, dove l'edificazione poté essere condotta rapidamente e senza intoppi, segno del "favore divino".

### Notizie storiche
La presenza di un edificio di culto sul colle di Loreto, è attestata storicamente dal 1582: trattatasi di una cappella di modeste dimensioni, che venne ingrandita tra il XVII secolo e il XVIII secolo.

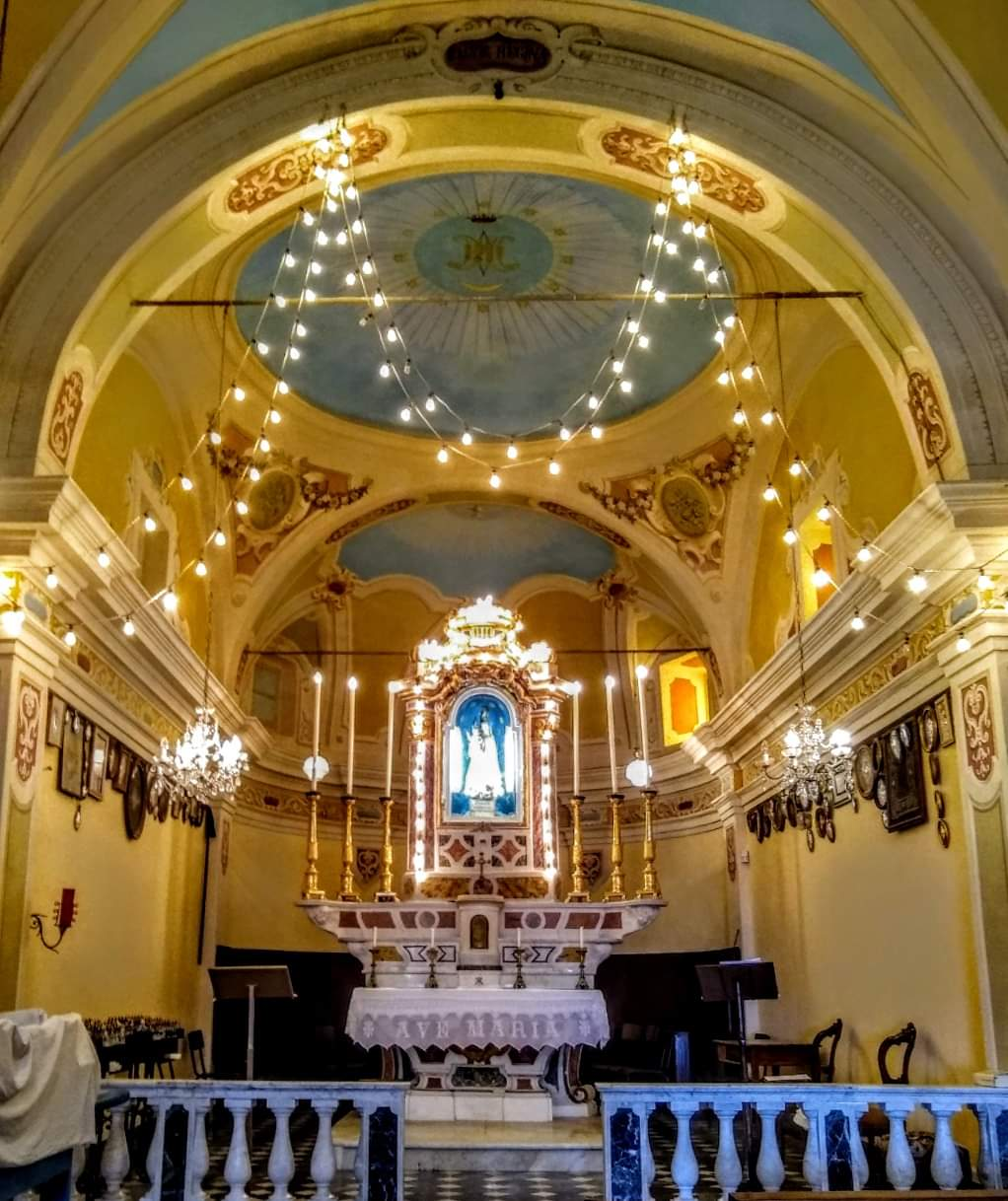
L'altare del santuario

L'edificio attuale risale all'Ottocento: la torre campanaria è del 1851, il corpo della chiesa fu eretto tra il 1856 ed il 1866, innalzando i nuovi muri attorno a quelli del preesistente fabbricato di cui fu mantenuta la porzione absidale, adibita a locale sacristia e ripostiglio. Nel nuovo santuario fu conservato anche l'antico altare maggiore in marmo, opera di artigianato milanese del 1798, con statua marmorea di Nostra Signora di Loreto.
L'11 luglio 1809 papa Pio VII, che transitava presso il passo del Bracco prigioniero dei Francesi, ricevuta una delegazione di Massuelli guidata dal rettore Antonio Bagliani, concedette l'indulgenza plenaria ai fedeli visitanti il santuario nei due giorni della festa. Il conferimento venne ratificato il 14 settembre dello stesso anno, con un decreto dell'allora arcivescovo di Genova, cardinale Giuseppe Maria Spina, e mediante rescritto di papa Pio IX, del 22 gennaio 1856. Entrambi i documenti sono conservati presso l'archivio della parrocchia di San Michele Arcangelo in Masso. I più recenti restauri al santuario ed al piazzale risalgono agli anni 1972-1973 e 2013-2014.

## Devozione

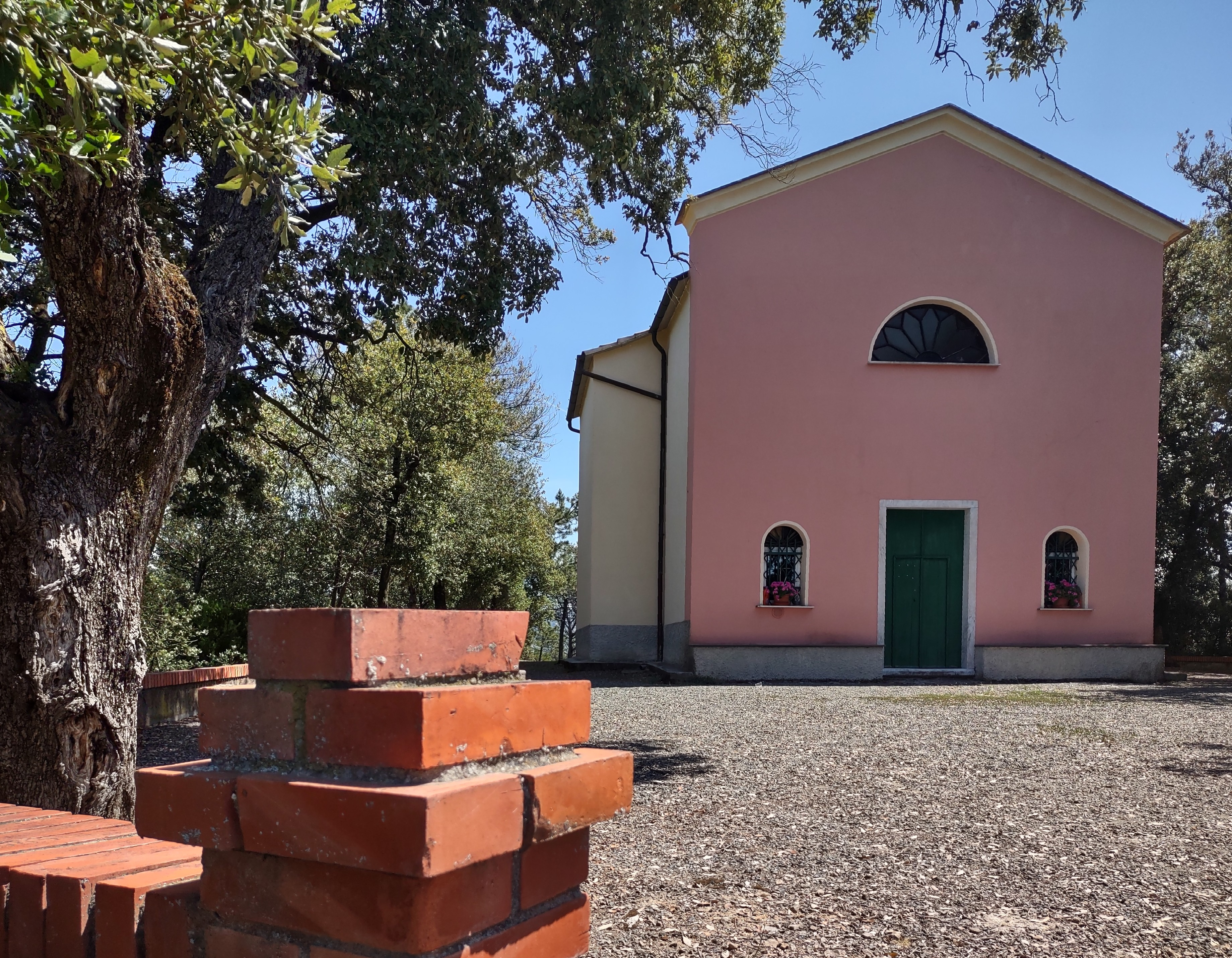
Il sagrato affacciato sulla bassa val Petronio e sul golfo di Sestri Levante

Le celebrazioni al piccolo santuario richiamavano, specie nei decenni passati, centinaia di fedeli che vi si recavano in pellegrinaggio a piedi dai paesi vicini, particolarmente da Moneglia, Casarza Ligure e Castiglione Chiavarese.
Sono numerosi gli avvenimenti prodigiosi attribuiti all'intercessione di Nostra Signora di Loreto, molti dei quali sono descritti dai fratelli Remondini nel loro libro. Uno di questi narra la guarigione miracolosa di una anziana di Moneglia che, completamente cieca da molti anni, riacquistò la vista in occasione del passaggio, davanti alla propria abitazione, della statua della Vergine lauretana che, giunta a Moneglia via mare, veniva trasportata a braccia verso il santuario per la sua collocazione sull'altare maggiore.

## Festa
I festeggiamenti solenni in onore di Nostra Signora di Loreto si svolgono ogni anno la terza domenica di maggio e il lunedì successivo, con grande partecipazione di fedeli. Il santuario è aperto per la preghiera tutte le prime domeniche dei mesi estivi.